# Europa Cup (korfbal) 2003
De Europacup korfbal 2003 was de 18e editie van dit internationale zaalkorfbaltoernooi.

## Deelnemers

### Poule A
| Club          | Plaats         | Poule |
| ------------- | -------------- | ----- |
| AKC           | Antwerpen      | A     |
| Benfica       | Lissabon       | A     |
| Adler Rauxel  | Castrop-Rauxel | A     |
| SKK Prievidza | Prievidza      | A     |

### Poule B
| Club                 | Plaats           | Poule |
| -------------------- | ---------------- | ----- |
| Die Haghe            | Den Haag         | B     |
| KCC České Budějovice | České Budějovice | B     |
| Szentendre           | Szentendre       | B     |
| Invicta              | Londen           | B     |

## Poulefase Wedstrijden

### Poule A
| Thuisploeg   |   | Uitploeg  | Uitslag |
| ------------ | - | --------- | ------- |
| Adler Rauxel | - | Benfica   | 11-10   |
| AKC          | - | Prievidza | 26-7    |
| Adler Rauxel | - | Prievidza | 15-18   |
| AKC          | - | Benfica   | 28-9    |
| Benfica      | - | Prievidza | 13-14   |
| Adler Rauxel | - | AKC       | 10-23   |

### Poule B
| Thuisploeg       |   | Uitploeg   | Uitslag |
| ---------------- | - | ---------- | ------- |
| České Budějovice | - | Szentendre | 19-12   |
| Die Haghe        | - | Invicta    | 21-12   |
| Invicta          | - | Szentendre | 17-14   |
| České Budějovice | - | Die Haghe  | 15-20   |
| Die Haghe        | - | Szentendre | 29-7    |
| České Budějovice | - | Invicta    | 17-18   |

## Finales
| 7e&8e plaats |            |    |
|              |            |    |
| A4           | Benfica    | 15 |
| B4           | Szentendre | 9  |

| 5e&6e plaats |                  |    |
|              |                  |    |
| A3           | Adler Rauxel     | 12 |
| B3           | České Budějovice | 17 |

| 3e&4e plaats |           |    |
|              |           |    |
| A2           | Prievidza | 7  |
| B2           | Invicta   | 21 |

| Finale |           |    |
|        |           |    |
| A1     | AKC       | 9  |
| B1     | Die Haghe | 10 |

| Kampioen EuropaCup 2003 |
| ----------------------- |
| Die Haghe Tweede titel  |

## Eindklassement
| Positie | Club             |
| ------- | ---------------- |
| Goud    | Die Haghe        |
| Zilver  | AKC              |
| Brons   | Invicta          |
| 4       | Prievidza        |
| 5       | České Budějovice |
| 6       | Adler Rauxel     |
| 7       | Benfica          |
| 8       | Szentendre       |